# Đoàn Chèo Thái Nguyên

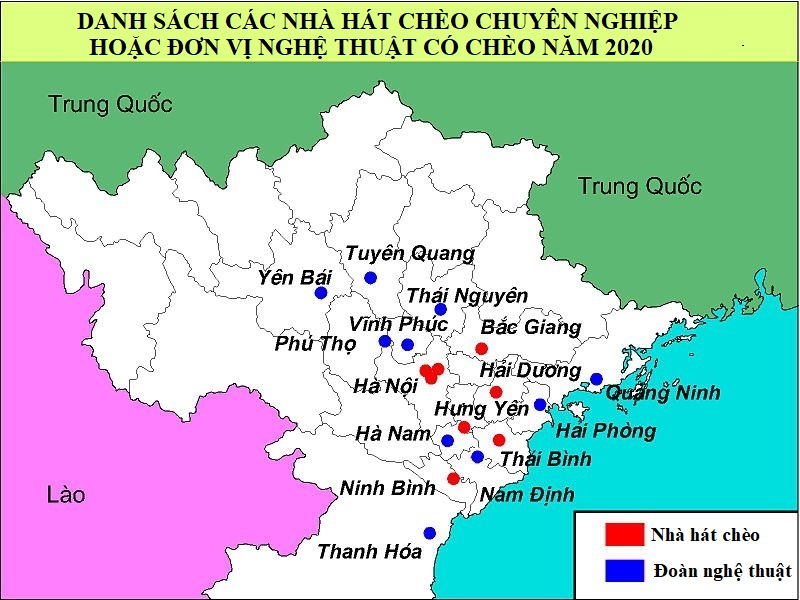
Các đoàn chèo, nhà hát chèo Việt Nam

Đoàn Chèo Thái Nguyên (tồn tại: 1962 - 2002) nay chỉ còn là Đội Chèo Thái Nguyên thuộc Đoàn Nghệ thuật Thái Nguyên đóng tại Tổ 39, Phường Phan Đình Phùng, thành phố Thái Nguyên, Thái Nguyên. Đây là một Đoàn Chèo nằm trên vùng đất có dòng sông Cầu gắn liền với chiếng Chèo xứ Bắc trong 4 chiếng Chèo nổi tiếng ở miền Bắc Việt Nam. Trước đây, tỉnh Thái Nguyên có 3 đoàn nghệ thuật hoạt động độc lập là Đoàn chèo, Đoàn kịch và Đoàn ca múa nhạc. Đến tháng 10/2002, Đoàn Nghệ thuật Thái Nguyên đã chính thức ra đời trên cơ sở sáp nhập 3 đoàn với một cơ cấu hiện nay gồm hai loại hình nghệ thuật: sân khấu chèo và ca múa nhạc.

## Quá trình hình thành
Thái Nguyên là tỉnh trung du phía Bắc nhưng lại nằm trong vùng ảnh hưởng của chiếng chèo xứ Kinh Bắc, nơi có chung không gian văn hóa sông Cầu. Vùng phía nam tỉnh, đặc biệt là một số xã của hai huyện Phú Bình và Phổ Yên tiếp giáp với tỉnh Bắc Giang và ngoại thành Hà Nội - những nơi gần 1 thế kỷ trước là đất Kinh Bắc, thường phổ biến các bài hát theo các làn điệu dân ca quan họ, hát trống quân, hát chèo ... Hầu hết các thôn làng ở vùng này khi xưa đều có đội hát chèo, có thể tự dàn dựng vở diễn theo các tích cổ để biểu diễn ở đình làng, đi giao lưu với các làng xã trong vùng vào các dịp hội hè đình đám. Ở các làng xã vùng trung du, miền núi nơi có nhiều bà con ở Thái Bình, Nam Định đến định cư hồi đầu và giữa thế kỷ XX, các đội, các nhóm hát chèo còn diễn được những làn điệu, trích đoạn hoặc vở diễn chèo cổ.
Đoàn chèo Thái Nguyên được thành lập năm 1962. Đến năm 1965, tỉnh Thái Nguyên sáp nhập với tỉnh Bắc Cạn thì Đoàn chèo Thái Nguyên thu nạp thêm nhiều diễn viên từ tỉnh bạn và đổi tên thành Đoàn chèo Bắc Thái. Năm 1997, sau khi tách tỉnh thì Đoàn lại trở về với tên gọi là Đoàn chèo Thái Nguyên.  Đến tháng 10/2002, các Đoàn Kịch chèo, Đoàn Ca múa nhạc và Đoàn kịch nói hợp nhất lại thành Đoàn Nghệ thuật Thái Nguyên.
Với người dân Thái Nguyên chèo đã từng là niềm tự hào với nhiều vở diễn đã để lại ấn tượng tốt đẹp trong lòng khán giả trong và ngoài tỉnh như: "Đêm trăng huyền thoại"; "Hoàng hậu Ba Tư"; "Chiếc bóng oan khiên"; "Nàng Si- ta".
Hiện nay, Với sự trở lại của sân khấu chèo, những tên tuổi như nghệ sĩ ưu tú Minh Thắng, nghệ sĩ Minh Chuyên, Phong Tình, Hà Bắc... đều đã nhập vai hết mình làm nên những khoảnh khắc xúc động trong lòng người hâm mộ chèo Thái Nguyên.

## Thành tích
- Năm 2020, Tại Cuộc thi Tài năng trẻ diễn viên Chèo toàn quốc năm 2020 đã diễn ra tại Hà Nam, Chèo Thái Nguyên đã 1 huy chương bạc (Dương Thị Lan), xếp thứ 9 các đoàn tham gia theo thành tích huy chương.
- Năm 2019, Tại Liên hoan sân khấu chèo toàn quốc diễn ra tại Bắc Giang, chèo Thái Nguyên giành huy chương bạc cho vở diễn "Huyền thoại sông và núi"; giành 1 huy chương vàng cá nhân (Hà Bắc) và 2 huy chương bạc, bất ngờ xếp thứ 10/16 đơn vị tham gia theo thành tích huy chương.
- Năm 2016, Tại cuộc thi Nghệ thuật Sân khấu chèo chuyên nghiệp toàn quốc 2016 diễn ra ở Ninh Bình[4] Đoàn chèo Thái Nguyên tham gia vở diễn "Hương vị ân tình" đã giành 05 Huy chương bạc cá nhân (Minh Chuyên, Minh Thắng, Hà Bắc, Thanh Hằng và Văn Tình).
- Năm 2013, Tại cuộc thi Nghệ thuật Sân khấu chèo chuyên nghiệp toàn quốc 2013 diễn ra ở Hải Phòng[5] Đoàn Chèo Thái Nguyên không giành Huy chương với vở diễn "Đường đua trong bóng tối". Giải cá nhân có 02 Huy chương vàng (Hà Bắc,Văn Tình) và 02 Huy chương bạc (NSUT Minh Thắng, Minh Chuyên). Cơ cấu giải thưởng cuộc thi có tổng 03 vở diễn đạt HCV và 06 vở diễn đạt HCB, 42 HCV cá nhân, 68 HCB cá nhân. Xếp thứ 12/17 đoàn tham dự theo thành tích huy chương.
- Năm 2009, Tại Hội diễn sân khấu Chèo chuyên nghiệp toàn quốc - 2009 diễn ra ở Quảng Ninh[6] Đoàn Chèo Thái Nguyên không giành Huy chương giải vở diễn (Cơ cấu giải hội diễn có 02 vở diễn đạt Huy chương vàng và 05 vở diễn đạt Huy chương bạc). Giải cá nhân có 01 Huy chương vàng (Tuấn Hưng) và 03 Huy chương bạc (Văn Tình, Hà Bắc, Công Khanh). Xếp thứ 13/17 đoàn tham dự về số lượng huy chương.